# 邱秀娥
邱秀娥（？—2017年），臺灣宜蘭縣蘇澳鎮人，在高雄市創立讀書會，長期於監獄義務作教導寫作。

## 生平
邱秀娥出身宜蘭蘇澳，小學時深受外省教師陳建勳影響，奠定閱讀習慣。她求學時期家境不好，因此受過苦日子，認為一本好書足以改變一個人的一生，希望推廣閱讀。受父母的影響下，她讀大學時便以擔任義工為樂。
1979年，邱秀娥搬到高雄居住，丈夫在中國鋼鐵任職，她便利用中鋼眷舍聯合同好組織讀書會，創辦了高雄市讀書人協會，開始到教育、文化、企業、社區、主婦團體等單位授課、講演，一個月曾多到一百多場座談會，足跡也逐步走進監獄、看守所、少年輔育院。1998年11月12日，教育部於台北國父紀念館表揚她推展社會教育有功。她也擔任揚帆主婦社社長，該社團是1985年盧桂櫻為主婦創立的讀書會。
2001年，臺南監獄為受刑人開設寫作課，取名「小草寫作班」，邀邱秀娥指導，數年內學員的作品不僅時常刊登於報章媒體，也屢獲各項文學創作獎，如她指導的馬景濤之弟馬景珊，拿下2006年法律文學獎首獎。在學員眼中，邱老師是一位非常感性的人，往往一篇好文章的分享，就讓她感動淚灑當場。一次學員還一同獻花，並以蛋糕慶祝，以感謝她長年義務到監獄教導。不過，她曾透露對是否能讓受刑人邁向正途，並沒有多少信心。
76行者的陳修將，回憶過去他因多次犯罪多次入獄，邱秀娥是改變他一生的老師，是世界上第一個讓他相信行善不求回報的好人。當時邱秀娥因長期糖尿病，導致她眼睛近乎失明、行動不便，看作業要用放大鏡，平常走路得靠助行器，但每週還是堅持從高雄坐火車到台南監獄上課。出獄後，陳修將決定走上正途，擔任遺體修復師。
2017年時，邱秀娥自高雄火車站前往台南監獄的途中，因重心不穩往後跌成腦重傷，在加護病房裡短暫清醒的片刻，要丈夫打電話給陳修將轉告說她相信救一個人回來了，一個月後她撒手人寰。其後事是陳修將所辦。
76行者參與2021年太魯閣號列車出軌事故後，陳修將談起邱秀娥，說：「她教我的是沒有一個人應當被放棄，不管是生或是死。我一輩子都會記得，也會堅持下去。」